# Camembert fermier
Pour les articles homonymes, voir Camembert.
Le camembert fermier est un fromage français fabriqué dans des fermes laitières.

## Définition
Le camembert est un fromage à base de lait entier de vache, à pâte molle, d’un poids minimum de 250 grammes. Un camembert est « fermier » si son producteur transforme uniquement son propre lait.

## Situation de la production
En 2018/2019, selon les journaux Ouest France, Le Point et Le Monde, il ne restait en France que deux seuls producteurs à fabriquer un camembert AOP qui soit fermier (et donc fabriqué à partir du lait de leur propre exploitation) :  François Durand à Camembert, dans la ferme de la Héronnière, et Patrick Mercier à Champsecret dont la production est également sous label bio,,.
En 2019 et en 2020, deux producteurs fermiers de camembert supplémentaires obtiennent l'AOP :
- la Ferme Naturellement Normande (AOP obtenue en 2019)[4],[5] où Janine et Denis Lelouvier vous propose leur production est sous label bio ;
- la Ferme de la Mondière (AOP obtenue en 2020)[6].

Cela fait quatre producteurs de camemberts AOP fermiers au total, dont deux sous label bio.
D’autres agriculteurs fabriquent aussi des camemberts fermiers qui ne répondent pas au cahier des charges du camembert de Normandie AOP.
Pour l'un des producteurs de Camembert AOP et fermier, « L’AOP,  je l’ai et je me bats pour la garder », indique Nicolas Durand au journal Le Monde, « Mais, pour moi, le côté fermier est davantage synonyme de terroir et d’authenticité ». Le 31 juillet 2020, Nicolas Durand, dernier de la famille à être investi dans la fromagerie vend l'ensemble de ses parts. En pratiquant des prix bas pour leurs camemberts, certains industriels ont bloqué l'intérêt d'investir dans une exploitation fermière, selon Véronique Richez-Lerouge, présidente de l’association Fromages de terroirs, citée par Ouest France.
Les camembert au lait cru, au lait thermisé (chauffé) ou pasteurisé, répondant à la demande de gros industriels et de la grande distribution, ne seront pas incorporés à la nouvelle AOP. Cette dernière étant définitivement abandonnée en mars 2020,,.